# Atol Toke
O Atol Toke ou Atol Taka (em marshalês: Tōkā) é um atol desabitado de 3,2 km² situado no Oceano Pacífico. Encontra-se nas Ilhas Ratak, nas Ilhas Marshall.
O atol fica a 160 km a norte de Majuro, a capital das Ilhas Marshall, e 10 km a sudoeste do atol Utirik. É composto por seis ilhas com uma área de terra combinada de 0,57 km2 e uma área de lagoa de 93,1 km2.